# Solpugyla scapulata
Solpugyla scapulata är en spindeldjursart som beskrevs av Roewer 1933. Solpugyla scapulata ingår i släktet Solpugyla och familjen Solpugidae. Inga underarter finns listade i Catalogue of Life.